# Loxospora
Loxospora är ett släkte av lavar. Enligt Catalogue of Life ingår Loxospora i familjen Sarrameanaceae, ordningen Lecanorales, klassen Lecanoromycetes, divisionen sporsäcksvampar och riket svampar, men enligt Dyntaxa är tillhörigheten istället familjen Sarrameanaceae, klassen Lecanoromycetes, divisionen sporsäcksvampar och riket svampar.
| Loxospora | \| \| Loxospora cismonica \| \| \| \| \| \| Loxospora elatina \| \| \| \| \| \| Loxospora cyamidia \| \| \| \| \| \| Loxospora lecanoriformis \| \| \| \| \| \| Loxospora macrosperma \| \| \| \| \| \| Loxospora solenospora \| \| \| \| |
|           | \| \| Loxospora cismonica \| \| \| \| \| \| Loxospora elatina \| \| \| \| \| \| Loxospora cyamidia \| \| \| \| \| \| Loxospora lecanoriformis \| \| \| \| \| \| Loxospora macrosperma \| \| \| \| \| \| Loxospora solenospora \| \| \| \| |
|           | Sarrameana |
|           | |
|           | Loxospora cismonica |
|           | |
|           | Loxospora elatina |
|           | |
|           | Loxospora cyamidia |
|           | |
|           | Loxospora lecanoriformis |
|           | |
|           | Loxospora macrosperma |
|           | |
|           | Loxospora solenospora |
|           | |

|  | Loxospora cismonica      |
|  |                          |
|  | Loxospora elatina        |
|  |                          |
|  | Loxospora cyamidia       |
|  |                          |
|  | Loxospora lecanoriformis |
|  |                          |
|  | Loxospora macrosperma    |
|  |                          |
|  | Loxospora solenospora    |
|  |                          |